# Élections législatives canadiennes de 1863
Les élections législatives canadiennes de 1863 se tiennent du 6 mai 1863 au 3 juillet 1863 dans la Province du Canada dans le but de former le 8e parlement.

## Description
Ces dernières élections de la Province du Canada se déroulent à la fin du printemps et au début de l'été 1863. 
La majorité des hommes politiques libéraux et conservateurs sont alors favorables aux concepts de Rep by Pop et d'une confédération canadienne. George Brown mène un groupe de libéraux voulant former une coalition avec les conservateurs. Il initie la discussion sur l'idée d'une confédération des colonies de l'Amérique du Nord britannique. Ce projet reçoit un large appui du Canada-Ouest, mais le Canada-Est est divisé et les colonies maritimes sont opposées. La Conférence de Charlottetown en 1864 permet de concrétiser ce projet.

## Résultats
Les résultats de l'élection ne changent pas la composition de l'Assemblée législative de la province du Canada.
|  | Alignement    | Canada-Ouest | Canada-Est | Total |
|  | ------------- | ------------ | ---------- | ----- |
|  | Libéraux      | 41           | 25         | 66    |
|  | Conservateurs | 24           | 11         | 35    |
|  | Réformistes   | 2            | 25 (bleus) | 27    |
|  | Non alignés   | 0            | 1          | 1     |